# 洛扎尼夫卡
46°47′53″N 36°26′8″E / 46.79806°N 36.43556°E
洛扎尼夫卡（烏克蘭語：Лозанівка）是位於烏克蘭東南部的村莊，由扎波羅熱州別爾江斯克區的普里莫爾斯克市鎮負責管轄。該村始建於1862年，面積2.21平方公里，海拔高度19米，2001年人口484，人口密度每平方公里219.4人。